# Едър план
„Едър план“ (на персийски: کلوزآپ ، نمای نزدیک/Klūzāp, nemā-ye nazdīk) е ирански документално-драматичен филм от 1990 година на режисьора Аббас Киаростами по негов собствен сценарий.
Филмът е базиран на действителен случай, при който безработен мъж в продължение на седмици се представя за известния режисьор и писател Мохсен Махмалбаф пред семейство от средната класа, след което е съден за измама. Ролите във филма се изпълняват от действителните участници в събитията.